# Kontralateral
Kontralateral är latin för motsidig, inom anatomin används termen för att beskriva skeenden som sammanfaller på motsatt sida av kroppen. Exempel: "Symptomen uppträder kontralateralt om skadan", vilket betyder att symptomen syns på motsatt sida av kroppen som skadan. Detta kan uppenbara sig vid till exempel hjärnskador, där vänster hjärnhalva styr höger sidas muskler och vice versa.